# Tirarse un pedo con orgullo

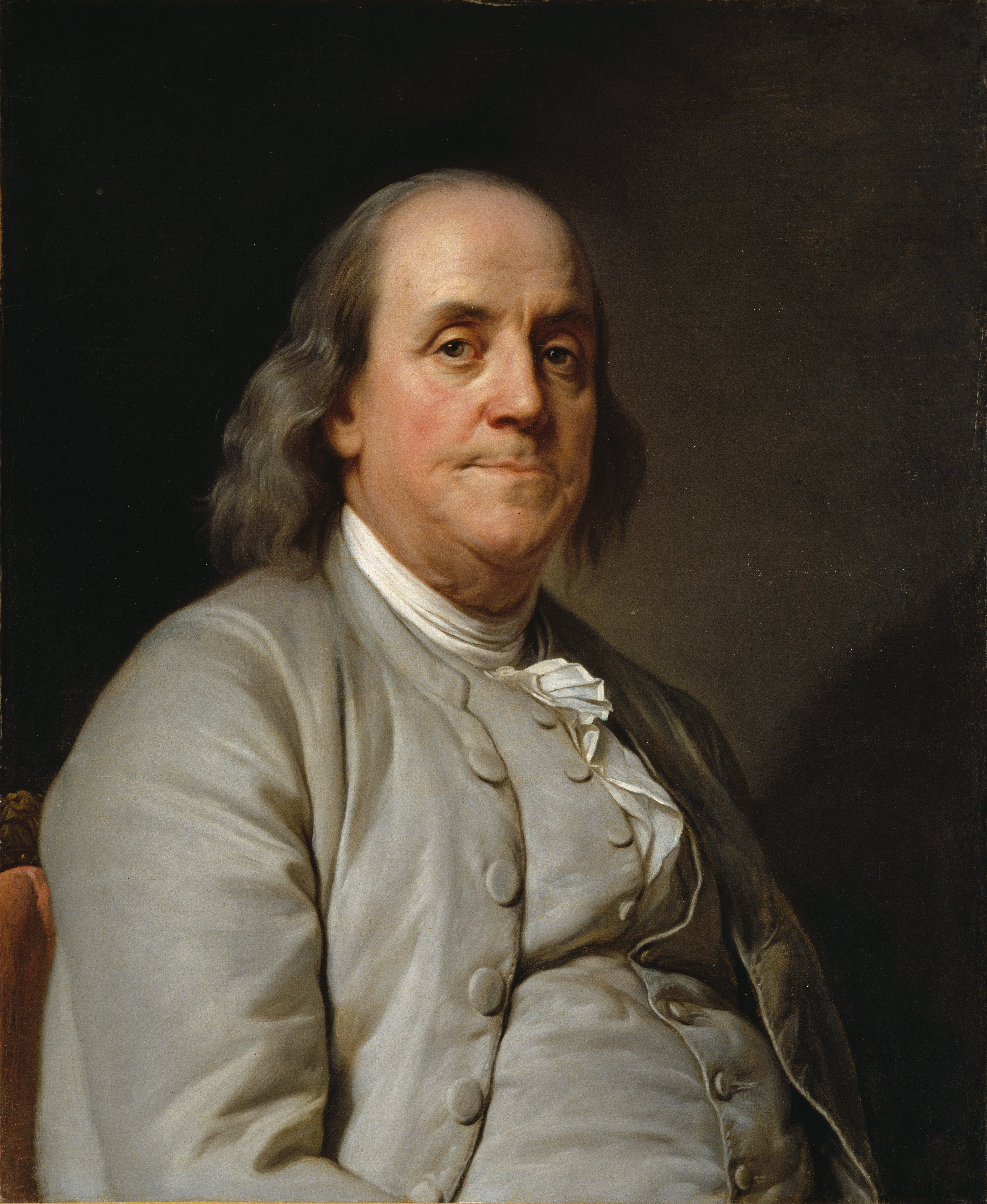
Franklin bromeó diciendo que, en comparación con sus cavilaciones sobre las flatulencias, otras investigaciones científicas "apenas valían un cuesco".

"Tirarse un pedo con orgullo" (también llamada " Una carta a una Real Academia sobre los pedos" y "A la Real Academia de los Pedos") es el nombre por el que es conocido un ensayo sobre la flatulencia escrito por Benjamin Franklin c. 1781 mientras vivía fuera de su país como embajador de Estados Unidos en Francia. Es un ejemplo de humor de flatulencias.

## Descripción
"Una carta a una Real Academia" fue escrita en respuesta a una convocatoria para artículos científicos de la Real Academia de Bruselas. Franklin creía que las distintas sociedades académicas de Europa eran cada vez más pretenciosas y se dedicaban a temas poco prácticos. Revelando su "lado obsceno y difamatorio", Franklin respondió con un ensayo que sugería que se realizasen investigaciones y razonamientos prácticos sobre métodos para mejorar el olor de las flatulencias humanas.
El ensayo nunca se presentó pero lo envió como carta a Richard Price, un filósofo galés y cura unitario en Inglaterra con quien Franklin mantenía una correspondencia regular. 
El ensayo analiza la forma en que diferentes alimentos afectan el olor de las flatulencias y propone pruebas científicas de los pedos. Franklin también sugiere que los científicos trabajen para desarrollar un fármaco, "saludable y no desagradable", que pueda mezclarse con "alimentos o salsas comunes" con el fin de hacer que las flatulencias sean "no sólo inofensivas, sino agradables como perfumes". El ensayo termina con un juego de palabras que dice que, en comparación con las aplicaciones prácticas de esta discusión, otras ciencias "apenas valen un farthing" (una moneda antigua de poco valor usada en Inglaterra, haciendo así un juego de palabras con el término inglés "farting" que significa pedo).
Franklin imprimió copias del ensayo de forma privada en su imprenta de Passy y lo distribuyó. entre amigos, incluido Joseph Priestley (un químico famoso por su trabajo sobre los gases). Después de la muerte de Franklin, el ensayo estuvo excluido durante mucho tiempo de las colecciones de escritos de Franklin publicados, pero está disponible en línea.
En 2021, la Academia Joven de Bélgica, sucesora de la Real Academia de Bélgica, emitió una respuesta al ensayo de Franklin como parte de la celebración del 240° aniversario de la carta por parte de la revista MEL.